# Obory (Gmina Iłów)
Pour les articles homonymes, voir Obory.
Obory  [ɔˈbɔrɨ] est un village polonais de la gmina d'Iłów dans le powiat de Sochaczew et dans la voïvodie de Mazovie.